# Adamka
Adamka [pronunciación en polaco: /aˈdamka/] es un pueblo ubicado en el distrito administrativo de Gmina Zadzim, dentro del Distrito de Poddębice, Voivodato de Łódź, en Polonia central. Se encuentra aproximadamente a 3 kilómetros al suroeste de Zadzim, a 18 kilómetros al suroeste de Poddębice, y a 44 kilómetros al oeste de la capital regional Łódź.
El pueblo tiene una población de 160 habitantes.